# Тони Гатлиф
Тони Гатлиф (настоящее имя Мишель Дахмани; родился 10 сентября 1948 года, Алжир, Алжир) — французский режиссёр, сценарист, актёр, композитор и продюсер цыганского происхождения. Один из немногих кинорежиссёров, снимающих художественные фильмы на цыганском языке. Стоит у истоков рождения цыганского кинематографа.

## Биография
Родился в семье смешанного происхождения: отец — алжирский кабил (бербер), мать — из семьи цыган-кале, оседлой в третьем поколении, в трущобах под Алжиром. По словам Тони Гатлифа, его детство можно было назвать настоящим адом, оно прошло в нищете. Главным развлечением были фильмы, которые показывал жителям школьный учитель. На юного Мишеля большое впечатление производит актёр Мишель Симон в фильме «Будю, спасённый из воды», который надолго становится его кумиром и образцом для подражания.
Когда Мишелю было 12 лет, родители объявили ему о намерении женить его на выбранной ими девочке. Мальчик убегает из дома во Францию. В течение следующих лет он зарабатывает на жизнь сначала чисткой ботинок, а потом как матрос; в эти годы он несколько раз был судим за воровство.
В 1965 году Мишелю удаётся в живую увидеть Мишеля Симона, во время представления в театре. После представления юноша проникает к актёру в гримёрную и беседует с ним. Во многом именно эта беседа становится причиной решения Дахмани стать кинорежиссёром.
Но сначала он заканчивает драматические курсы в Сен-Жермен-ан-Ле и становится актёром. После этого он играет в театрах и на телевидении, а в 1974 году дебютирует и в кино, в фильме Жерара Пиреса «Акт агрессии». Вскоре он начинает снимать собственные фильмы.
Известность приходит к нему с четвёртым фильмом, «Цыганские бароны» (1983 год), и после этого его фильмы неизменно привлекают внимание публики. Чаще всего в них встречается цыганская тема (большинство фильмов напрямую посвящены цыганам), однако он обращается и к теме жизни изгоев, и к другим социальным темам.
В 2004 году Тони Гатлиф получает приз Каннского кинофестиваля как лучший режиссёр за фильм «Изгнанники».
Также, зрители и критики выделяют его фильмы «Добрый путь» и «Странный чужак».

## Фильмография

### Режиссёр
- La tête en ruine (1975)
- La terre au ventre (1979)
- Беги, цыган! / Corre, gitano (1981)
- Принцы / Les princes (1983)
- Улица отправления / Rue du départ (1986)
- Не плачь, май лав / Pleures pas my love (1989)
- Гаспар и Робинзон / Gaspard et Robinson (1990)
- Добрый путь / Latcho drom (1993)
- Лукуми, маленький румбейро с Кубы / Lucumi, l’enfant rumbeiro de Cuba (1995)
- Mondo (1995)
- Странный чужак / Gadjo dilo (1997)
- Меня принёс аист / Je suis né d’une cigogne (1999)
- Венго (фильм) / Vengo (2000)
- Свинг / Swing (2002)
- Изгнанники / Exils (2004)
- Образы Европы / Visions of Europe (2004)
- Трансильвания / Transylvania (2006)
- Сам по себе / Korkoro (2009)
- Возмущённые / Indignados (2012)
- Жеронимо / Geronimo (2014)
- Джем / Djam (2017)

### Сценарист
- Ярость в кулаке (1975)
- Земля во чреве (1979)
- Цыганские бароны / Les princes (1983)
- Улица отправления / Rue du départ (1986)
- Не плачь, май лав / Pleures pas my love (1989)
- Гаспар и Робинзон / Gaspard et Robinson (1990)
- Добрый путь / Latcho drom (1993)
- Mondo (1995)
- Странный чужак / Gadjo dilo (1997)
- Меня принёс аист / Je suis né d’une cigogne (1999)
- Венго / Vengo (2000)
- Свинг / Swing (2002)
- Изгнанники / Exils (2004)
- Образы Европы / Visions of Europe (2004)
- Трансильвания / Transylvania (2006)
- Сам по себе / Korkoro (2009)
- Жеронимо / Geronimo (2014)

### Киноактёр
- 1975 — Акт агрессии / L'Agression допрашиваемый мотоциклист
- La rage au poing (1975) Нанар
- La terre au ventre (1979) F.L.N.
- Цыганские бароны / Les princes (1983) Лео
- Лулу / Lulu (2002) Фабио
- Маленькая услуга / Un petit service (2003) Педро Морено
- Твои руки на моей заднице / Laisse tes mains sur mes hanches (2003) зритель на цыганском празднике
- Зимняя песня (2015)

### Композитор
- Цыганские бароны / Les princes (1983)
- Странный чужак / Gadjo dilo (1997)
- Меня принёс аист / Je suis né d’une cigogne (1999)
- Венго / Vengo (2000)
- Свинг / Swing (2002)
- Изгнанники / Exils (2004)
- Трансильвания / Transylvania (2006)

### Продюсер
- Венго / Vengo (2000)
- Словно самолёт/ Comme un avion (2002)
- Изгнанники / Exils (2004)
- Сам по себе / Korkoro (2009)

## Награды
- Каннский кинофестиваль, 1993 — Un Certain Regard Award (фильм «Добрый путь»)
- Международный фестиваль детских фильмов в Чикаго, 1998 — Adult’s Jury Award: Certificate of Merit (фильм Mondo)
- Международный кинофестиваль в Локарно, 1997 — Серебряный Леопард (фильм «Странный чужак»)
- Международный кинофестиваль в Локарно, 1997 — Prize of the Ecumenical Jury (фильм «Странный чужак»)
- Парижский кинофестиваль, 1998 — Приз зрительских симпатий (фильм «Странный чужак»)
- Международный кинофестиваль в Тромсё, 1998 — Приз зрительских симпатий (фильм «Странный чужак»)
- Цезарь, 1999 — Лучшая музыка к фильму («Странный чужак»)
- Цезарь, 2001 — Лучшая музыка к фильму («Венго»)
- Стамбульский международный кинофестиваль, 2001 — Специальный приз от жюри («Венго»)
- Каннский кинофестиваль, 2004 — Лучший режиссёр (фильм «Изгнанники»)
- Гентский международный кинофестиваль, 2006 — Georges Delerue Prize (фильм «Трансильвания»)
- Международный монреальский кинофестиваль — Гран-при (фильм «Сам по себе»)
- Кавалер ордена Почётного легиона (2015)